# Мухин, Леонид Кузьмич
Мухин Леонид Кузьмич (14 декабря 1924, Москва — 20 ноября 1990, Москва) — доктор технических наук (1972), профессор (1973), создатель бурового раствора на нефтяной основе, основатель научного направления по разработке физико-химических основ использования углеводородных систем для создания буровых и тампонажных растворов. Лауреат Государственной премии СССР (1986).

## Биография
Родился 14 декабря 1924 году в Москве в семье рабочих трамвайного депо.
В ноябре 1941 года направлен на строительство оборонных сооружений вокруг Москвы. Потерял ногу.
В 1942—1944 годах — электросварщик завода № 30 НКАП. Одновременно в мае-сентябре 1943 года учился на рабфаке МИИ им. И. М. Губкина.
В 1943—1949 — Студент МИИ им. И. М. Губкина, затем до 1952 года — аспирант, а в 1952—1953 годах — младший научный сотрудник. В 1953 году присвоено звание кандидат технических наук.
В 1953—1959 годах — старший научный сотрудник Всесоюзного научно-исследовательского института буровой техники (ВНИИБТ), в 1959—1960 годах руководил лабораторией «Синтез новых реагентов для бурения».
В 1960—1962 годах — старший преподаватель кафедры общей и аналитической химии МИНХиГП им. И. М. Губкина, затем в 1962—1968 годах — доцент этой кафедры, а в 1968—1971 годах — и. о. зав. кафедрой.
С 1971 года — доктор технических наук.
В 1971—1990 годах — заведующий кафедрой общей и неорганической химии МИНХиГП им. И. М. Губкина.
В 1973 году присвоено звание профессора (диплом МПР № 014914 от 21 мая 1973 г.).
Скончался 20 ноября 1990 года. Похоронен в д. Чиркино Михневского района Московской области.

## Научно-производственные достижения
Автор более 200 научных трудов, в том числе:
- «Усовершенствование методов оценки термостойкости глинистых растворов»
- «Промывочные растворы на нефтяной основе» и др.

Является признанным специалистом в области физикохимии дисперсных систем, применяемых для бурения скважин. При его непосредственном участии разработана технология приготовления и применения промывочных жидкостей на нефтяной основе, которые успешно применяются на практике в различных нефтедобывающих районах.
Кандидатская диссертация на тему «Нитрование парафиновых углеводородов солями азотной кислоты и окислами азота» (1953).
Докторская диссертация на тему «Буровые растворы на углеводородной основе для бурения в осложнённых условиях и вскрытия продуктивных пластов» (1971).

## Награды
- Медаль «В память 800-летия Москвы» (1947).
- Медаль «За доблестный труд. В ознаменование 100-летия со дня рождения В. И. Ленина» (1970).
- Золотая медаль ВДНХ: № 928 Н (Постановление от 2 декабря 1976 г., № 1011 Н от 6 декабря 1985 г.).
- Серебряные медали ВДНХ: № 186 Н от 30 ноября 1966 г., № 609 Н от 8 декабря 1972 г., № 609 Н, № 732 Н от 4 декабря 1976 г.
- Три бронзовые медали ВДНХ.
- Почётная грамота и премия ВХО им. Д. И. Менделеева (от 2.12.1975) за работу «Новый тип тампонажного раствора для цементирования скважин, пробурённых раствором на углеводородной основе».
- Премия им. акад. И. М. Губкина (от 03.11.1977) за работу «Разработка и промышленное внедрение нового бурового раствора для бурения мощных соленосных отложений и вскрытия трещинных коллекторов месторождений Белоруссии».
- Звание «Отличник нефтяной промышленности». Приказ постановление Миннефтепрома СССР № 804-к/42 от 20.05.1980 г.
- Первая премия Минвуза и ЦК профсоюза работников высшей школы за лучшую научную работу «Освоение нефтегазовых ресурсов Восточной Сибири и Якутской АССР». Постановление i 12/39 от 8.01.1985 г.
- Почётное звание «Заслуженный деятель науки и техники РСФСР». Указ Президиума Верховного Совета РСФСР от 02.04.1985 г.
- Государственная премия СССР «За разработку и внедрение научно-технических решений, обеспечивающих повышение эффективности освоения нефтегазовых ресурсов в сложных горно-геологических условиях». Постановление ЦК КПСС и Совета Министров СССР от 27.10.1986 г., диплом № 18321.
- Премия Совета Министров РСФСР «За внедрение в производство новых технологий бурения скважин буровыми растворами на нефтяной основе и испытания скважин для повышения эффективности разведки и продуктивности нефтяных залежей Западной Сибири» (Постановление Совета Министров РСФСР № 194 от 14.05.1987 г.).